# Maria Sylvan

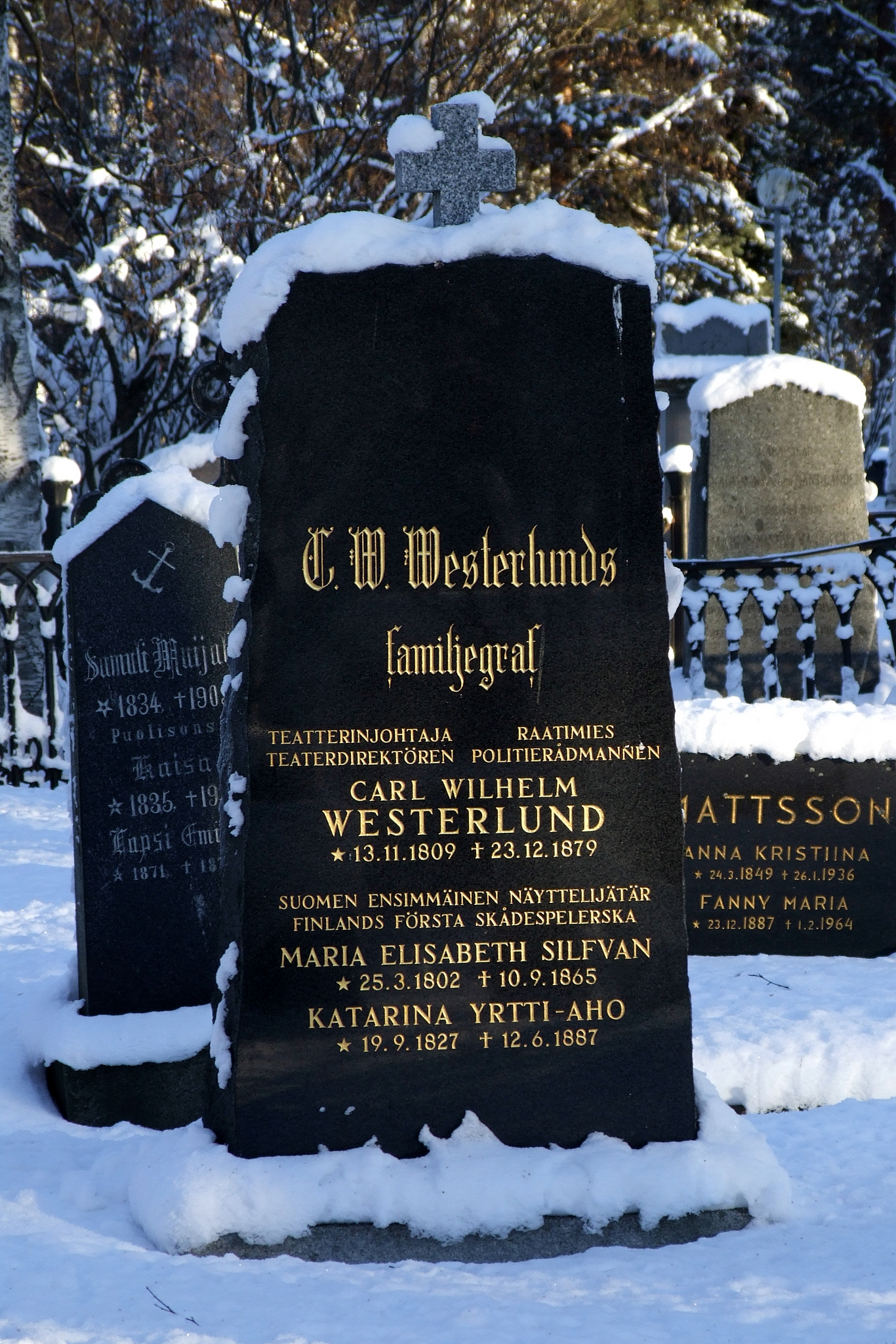
Gravsten på Uleåborgs begravningsplats

Maria Elisabeth Sylvan, även Silvan eller Silfvan, som gift Lemke och Westerlund, född 25 mars 1802 i Åbo, död 10 september 1865 i Uleåborg, var en finlandssvensk skådespelare, som betraktas som en av de första inhemska skådespelarna i Finland och den främsta och mest kända skådespelerskan i Finland under 1820- och 1830-talen.

## Biografi
Maria Sylvan föddes i Åbo. Hon var från okänd tidpunkt medlem i K. G. Bonuviers teatersällskap, som åren 1813-27 hade kejserligt privilegium från tsaren att uppföra skådespel i det då ryska Finland och som byggde en teater i Åbo.  Hon förmodas ha debuterat i början av 1820-talet. Hon spelade titelrollen i Schillers Maria Stuart på Åbo Bonuviers teater år 1825. 
Åren 1825-27 var hon gift med aktören Evert August Detlof Lemke (1792–1856) och tillsammans med honom från 1828 anställd vid Anders Petter Berggrens trupp och från 1830 vid Carl Wilhelm Westerlunds trupp, där hon sedan var verksam resten av sin karriär.  Efter att ha turnerat i Sverige turnerade hon sedan runt i de flesta av Finlands städer. Då hon gifte om sig med Westerlund gick maken med på skilsmässan i utbyte mot engagemang på livstid, vilket han också fick.  
Hon beskrivs som vacker, med skicklig deklamation och med ett intelligent och varmt spelsätt. bland hennes roller fanns: Maria Stuart, Johanna af Montfaucon, Ophelia i "Hamlet", Emma von Falkenstein i "Korsfararne" och Siri Brahe. 
N.H. Pinello sade om henne: 
"I historien om Finlands andliga odling skall hon minnas såsom ett folkets barn, som med mod, fast vilja och rastlöst arbete hängav sig åt den i hennes fädernesland på hennes tid så föga omhuldande sceniska konsten".